# تسفي مازه
تسفي مازه (بالفرنسية: Tsevi Mazeh )‏ (و. 1946 – م) هو عالم فلك ولد في القدس .

## التعليم
تعلم في الجامعة العبرية في القدس